# 布朗斯克羅辛 (印第安納州)
布朗斯克羅辛（英語：Browns Crossing）是位於美國印地安納州摩根縣的一個非建制地區。該地的面積和人口皆未知。